# Цабенштедт
Цабенштедт (нем. Zabenstedt) — деревня в Германии, в земле Саксония-Анхальт. Входит в состав города Гербштедт района Мансфельд-Зюдгарц.
Впервые упоминается в 1256 году.
Ранее Цабенштедт имела статус самостоятельной коммуны. Население составляло 222 человека (на 31 декабря 2006 года). Занимала площадь 4,89 км².
1 января 2010 года вошла в состав города Гербштедт.